# Michel Cahen
Ne doit pas être confondu avec Michèle Cahen.
Pour les articles homonymes, voir Cahen.
Michel Cahen est un historien et directeur de recherche émérite au CNRS français né à Strasbourg le 9 septembre 1953. Il est spécialiste de l'histoire et de l'analyse politique de l'Afrique lusophone contemporaine.

## Biographie
Michel Cahen fait des études d'histoire à la Sorbonne, et passe en 1973 une maîtrise ayant pour thème l'idéologie coloniale française. 
En tant que communiste révolutionnaire membre du PCF puis de la LCR, marxiste de tendance trotskiste, il voit avec sympathie se dérouler la Révolution des œillets à Lisbonne, qui renverse la dictature portugaise en 1974. Grand amateur de voyage en auto-stop en Afrique, comme par exemple Paris-Dakar par le Sahara espagnol, il décide de se rendre au Mozambique, en juillet 1975 au lendemain de son indépendance du Portugal. Il assiste à l'instauration du parti unique dans ce pays (le FRELIMO pour Front de libération du Mozambique), concept condamné par le trotskisme. 
L'Afrique portugaise étant peu étudiée en France, il fait son DEA sur ce sujet, puis s'inscrit en thèse de doctorat, jamais terminé
En 1977 apprend le portugais
Après le CAPES, il enseigne en 1981 en  lycée à Savigny-sur-Orge (Essonne), puis il part apprendre le portugais au Portugal. Au retour en France, l'Education nationale l'envoie  en collège de ZEP rurale à Montcormet (Ardennes, proche de la frontière belge) et enfin en ZEP également à Clichy-sous-Bois jusqu'en 1987.
Après ces années passées dans l’enseignement secondaire il est recruté par le CNRS dans le département de sciences politiques puis versé 10 ans plus tard dans la section histoire.
Il devient, en 1982, chercheur associé au laboratoire « Tiers monde, Afrique » (université de Paris-VII / Centre national de la recherche scientifique - CNRS), poste qu'il occupe jusqu'en 1990. 
À partir de 1988, il est rejoint Bordeaux comme chercheur au « Centre d'études d'Afrique noire » (CEAN), groupe de recherche associant l'Institut d'études politiques de Bordeaux (Sciences Po Bordeaux) et le CNRS.  
En 1994, il fonde, avec Christian Geffray et Christine Messiant, une revue trilingue (français, anglais et portugais) d'analyses politiques : Lusotopie (1994-2009). 
Il est directeur adjoint du CEAN de 2003 à 2012, et membre de la section 33 du CNRS de 2008 à 2012. 
Au sein de Sciences Po Bordeaux, il fonde en 2002 une filière permettant à des étudiants de Sciences Po Bordeaux et de la faculté d'économie de Coimbra de faire leurs études dans les deux établissements, en alternance, et de recevoir un double diplôme. Il gère des accords de coopération avec les pays africains de langue portugaise et le Brésil. 
De novembre 2012 à fin octobre 2013, il est titulaire d'une chaire Lévi-Strauss, comme chercheur invité, au département de sociologie de l'université de São Paulo. 
En septembre 2015, il est mis à la disposition de la Casa de Velázquez (Madrid), avec résidence à Lisbonne où il est chercheur visitant à l'instituto de Ciências Sociais de l'université de Lisbonne.
Il a été membre du Comité de vigilance face aux usages publics de l'histoire (CVUH).

## Orientation des recherches
C'est un spécialiste reconnu du Mozambique contemporain et de l'histoire politique des anciennes colonies portugaises sur le continent africain. Il publie en 1983 un travail bibliographique sur l'histoire urbaine mozambicaine, dans lequel il regroupe et commente les ressources existantes. Il s'intéresse, en 1994, aux élections présidentielles mozambicaines et publie ses carnets de route sous l'intitulé Les Bandits. Un historien au Mozambique. Ses travaux de recherche sont cités par l'historienne malienne Adame Ba Konaré, parmi les lectures recommandées au président Nicolas Sarkozy, dans un recueil intitulé Petit précis de remise à niveau sur l'histoire africaine à l'usage du président Sarkozy, en réponse au discours prononcé à Dakar le 14 septembre 2007, par ce même président.
Il est le fils de l'historien Claude Cahen.

## Principales publications

### Ouvrages
- Documentation bibliographique d'histoire urbaine mozambicaine 1926-1974, Paris, Laboratoire Tiers-Monde / Afrique, Université Paris VII, 1983/1985, 130 p.
- Mozambique, la révolution implosée. Études sur douze années d'indépendance (1975-1987), éd. L'Harmattan, coll. « Points de vue concrets », 1987
- Mozambique, analyse politique de conjoncture 1990, Indigo Publications, 1990
- Ethnicité politique. Pour une lecture réaliste de l'identité, L'Harmattan/Centre d'étude d'Afrique noire/Centre d'estudis africans, 1994
- La Nationalisation du monde. Europe, Afrique, l’identité dans la démocratie, éd. L’Harmattan, 1999
- Les Bandits. Un historien au Mozambique, Publications du Centre culturel Calouste Gulbenkian, 2002  (ISBN 9789728462284) (traduit en portugais)[10],[3]
- La dialectique des secrets. Histoire et idéologie dans l’accouchement sous X et l’adoption plénière, éd. Karthala, 2004
- Le Portugal bilingue. Histoire et droits politiques d’une minorité linguistique : la communauté mirandaise, Rennes, Presses Universitaires de Rennes, 2009[11]
- Colonialité. Plaidoyer pour la précision d’un concept, Karthala, 232 pages, 2024

### Direction d'ouvrages collectifs
- Bourgs et villes en Afrique lusophone, préf. Catherine Coquery-Vidrovitch, Paris, L'Harmattan, 1989[12]
- Pays lusophones d’Afrique. Sources d’information pour le développement. Angola, Cap-Vert, Guinée-Bissau, Mozambique, São Tomé e Príncipe, éd. Ibiscus, 2001

### Webographie
- Notices d'autorité :   - VIAF
  - ISNI
  - BnF (données)
  - IdRef
  - LCCN
  - GND
  - Belgique
  - Pays-Bas
  - Israël
  - NUKAT
  - Tchéquie
  - Portugal
  - WorldCat
- « Biographie. Michel Cahen », sur Africultures.